# Subtrahierer
Der Subtrahierer ist eine elektronische Schaltung der Analogtechnik zur Messung von elektrischen Potentialdifferenzen.
In der Praxis werden Subtrahierer aus Operationsverstärkern, gegengekoppelten Differenzverstärkern oder mit geschalteten Kondensatoren (Switched-Capacitor-Technik) realisiert.

## Eingangswiderstand und Güte
Beim Subtrahierer ist der Eingangswiderstand von besonderem Interesse, da es bei Messungen der Potentialdifferenz {\displaystyle U_{\text{diff}}} mit
{\displaystyle U_{D}=\phi _{2}-\phi _{1}}
wichtig ist, die Potenzialdifferenz möglichst unabhängig von der der Differenz überlagerten Gleichtaktspannung {\displaystyle U_{\text{Gl}}} mit
{\displaystyle U_{\text{Gl}}={\frac {\phi _{1}+\phi _{2}}{2}}}
zu messen, da die Gleichtaktspannung in der Praxis häufig um den Faktor 104 oder mehr größer sein kann.
Die Güte {\displaystyle G} der Gleichtaktunterdrückung (engl.: CMRR – common mode rejection ratio) ist durch die Gleichung
{\displaystyle G={\frac {A_{D}}{A_{\text{Gl}}}}={\frac {\frac {U_{a}}{U_{D}}}{\frac {U_{D}}{U_{\text{Gl}}}}}}
beschrieben. Der Wert der Güte des Subtrahierers muss dabei wesentlich größer sein als das Verhältnis von der minimalen zu messenden Potenzialdifferenz zur maximalen Gleichtaktspannung, um einen korrekten Wert zu liefern.
Weitere Probleme können sich zudem ergeben, wenn die Gleichtaktspannung eigene Frequenzen aufweist, da hier auch das Frequenz- und Laufzeitverhalten – sowie die veränderte Verstärkung – der Schaltung berücksichtigt werden muss.

## Aufbau mit Operationsverstärker

Subtrahierer aus Inverter und Addierer

Eine Subtraktion lässt sich auf eine Addition zurückführen, indem man das zu subtrahierende Signal invertiert und anschließend die beiden Signale addiert. Bei der im Bild gezeigten Schaltung wird die Eingangsspannung U2 am Operationsverstärker N1 invertiert. Der Operationsverstärker N2 bildet eine Additionsschaltung und addiert die Spannung U1 mit dem invertierten Signal. Dadurch ergibt sich für die Ausgangsspannung der Zusammenhang
{\displaystyle U_{a}=A_{1}\,U_{2}-A_{2}\,U_{1}}
wobei A1 und A2 die Verstärkungen der jeweiligen Schaltungen mit N1 bzw. N2 darstellen. Eine reine Differenzverstärkung ergibt sich, wenn man die beiden Verstärkungen gleich groß wie die geforderte Differenzverstärkung wählt
{\displaystyle A_{1}=A_{2}=A_{\text{diff}}\to U_{a}=A_{\text{diff}}\,\left(U_{2}-U_{1}\right)}
Zur Berechnung der Gleichtaktverstärkung (d. h. die Abweichung von der idealerweise reinen Differenzverstärkung) ist in dieser Schaltung gegeben durch
{\displaystyle G={\frac {A_{D}}{A_{\text{Gl}}}}}
Durch Einsetzen von
{\displaystyle U_{2}=U_{\text{Gl}}+{\frac {1}{2}}\,U_{D}}
und
{\displaystyle U_{1}=U_{\text{Gl}}-{\frac {1}{2}}\,U_{D}}
erhält man
{\displaystyle U_{a}=A_{1}\,U_{2}-A_{2}\,U_{1}}
{\displaystyle U_{a}=A_{1}\,\left(U_{\text{Gl}}+{\frac {1}{2}}\,U_{D}\right)\ -A_{2}\,\left(U_{\text{Gl}}-{\frac {1}{2}}\,U_{D}\right)}
{\displaystyle U_{a}=\left(A_{1}-A_{2}\right)\,U_{\text{Gl}}+{\frac {1}{2}}\,\left(A_{1}+A_{2}\right)\,U_{D}}
{\displaystyle U_{a}=A_{\text{Gl}}\,U_{\text{Gl}}+A_{D}\,U_{D}}
Hierbei ist UGl die Gleichtaktspannung, AGl die Gleichtaktverstärkung, UD die Differenzspannung und AD die Differenzverstärkung.
Die Gleichtaktunterdrückung ergibt sich folglich aus
{\displaystyle G={\frac {A_{D}}{A_{\text{Gl}}}}={\frac {A_{2}+A_{1}}{2\,\left(A_{2}-A_{1}\right)}}}
Um eine maximale Gleichtaktunterdrückung zu erreichen, muss also
{\displaystyle A_{1}=A_{2}=A_{\text{diff}}}
gelten. Dies wird als Koeffizientenbedingung bezeichnet. In diesem Fall gilt weiter:
{\displaystyle A_{1}=A-{\frac {\Delta A}{2}}}
{\displaystyle A_{2}=A+{\frac {\Delta A}{2}}}
Durch Einsetzen erhält man
{\displaystyle G={\frac {A_{2}+A_{1}}{2\,\left(A_{2}-A_{1}\right)}}}
{\displaystyle G={\frac {A+{\frac {\Delta A}{2}}+A-{\frac {\Delta A}{2}}}{2\,\left(A+{\frac {\Delta A}{2}}-(A-{\frac {\Delta A}{2}})\right)}}}
{\displaystyle G={\frac {A}{\Delta A}}}
Dies bedeutet, dass die Gleichtaktunterdrückung gleich dem Kehrwert der relativen Paarungstoleranz der beiden Verstärkungen ist.

### Subtrahierverstärker

Subtrahierer mit einem Operationsverstärker

Ein Subtrahierer kann auch vereinfacht mit nur einem Operationsverstärker aufgebaut werden. Dazu schließt man das zu subtrahierende Signal an den jeweils inversen Anschluss des Operationsverstärkers. Hierbei nutzt man aus, dass der Operationsverstärker nur die Differenzspannung zwischen dessen N- und P-Eingang verstärkt.
Funktionsweise
Über den Überlagerungssatz gilt für die nebenstehende Schaltung die Gleichung
{\displaystyle U_{a}=k_{1}\,U_{1}+k_{2}\,U_{2}}
Mit {\displaystyle U_{2}=0} arbeitet der Subtrahierverstärker als Umkehrverstärker:
{\displaystyle U_{a}=-\alpha _{N}\,U_{1}\to k_{1}=-\alpha _{N}}
Mit {\displaystyle U_{1}=0} arbeitet die Schaltung als Elektrometerverstärker (d. h., der Ausgang wird nicht invertiert) mit einem vorgeschalteten Spannungsteiler. Das Potenzial {\displaystyle \phi _{P}} am P-Anschluss des Operationsverstärkers {\displaystyle N_{1}} ergibt sich aus
{\displaystyle \phi _{P}=U_{2}\,{\frac {R_{P}}{R_{P}+{\frac {R_{P}}{\alpha _{P}}}}}}
und wird um den Faktor {\displaystyle 1+\alpha _{N}} verstärkt. Somit gilt:
{\displaystyle U_{a}={\frac {\alpha _{P}}{1+\alpha _{P}}}\,\left(1+\alpha _{N}\right)\,U_{2}}
Gleiches Widerstandsverhältnis
Für den Fall, dass die beiden Widerstandsverhältnisse gleich sind, also:
{\displaystyle {\frac {\frac {R_{N}}{\alpha _{N}}}{R_{N}}}={\frac {\frac {R_{P}}{\alpha _{P}}}{R_{P}}}}
und damit
{\displaystyle \alpha =\alpha _{N}=\alpha _{P}}
gilt, folgt durch Einsetzen in die obenstehende Gleichung:
{\displaystyle U_{a}=\alpha U_{2}\to k_{2}=\alpha }
Für die Ausgangsspannung folgt schließlich:
{\displaystyle U_{a}=\alpha \,\left(U_{2}-U_{1}\right)}
Ungleiches Widerstandsverhältnis
Für den Fall, dass die beiden Widerstandsverhältnisse nicht gleich sind, gilt:
{\displaystyle U_{a}={\frac {1+\alpha _{N}}{1+\alpha _{P}}}\,\alpha _{P}\,U_{2}-\alpha _{N}\,U_{1}}
Gleichtaktunterdrückung
Zur Berechnung der Gleichtaktunterdrückung verwenden wir wieder obenstehende Gleichungen
{\displaystyle U_{2}=U_{\text{Gl}}+{\frac {1}{2}}\,U_{D}}
und
{\displaystyle U_{1}=U_{\text{Gl}}-{\frac {1}{2}}\,U_{D}}
Durch Einsetzen erhält man
{\displaystyle U_{a}={\frac {1+\alpha _{N}}{1+\alpha _{P}}}\,\alpha _{P}\,\left(U_{\text{Gl}}+{\frac {1}{2}}\,U_{D}\right)\ -\alpha _{N}\,\left(U_{\text{Gl}}-{\frac {1}{2}}\,U_{D}\right)}
{\displaystyle U_{a}=\left({\frac {1+\alpha _{N}}{1+\alpha _{P}}}\,\alpha _{P}\,-\alpha _{N}\right)\,U_{\text{Gl}}+\left({\frac {1+\alpha _{N}}{1+\alpha _{P}}}\,\alpha _{P}\,+\alpha _{N}\right)\,{\frac {1}{2}}\,U_{D}}
wo
{\displaystyle A_{\text{Gl}}={\frac {1+\alpha _{N}}{1+\alpha _{P}}}\,\alpha _{P}\,-\alpha _{N}}
{\displaystyle A_{D}={\frac {1}{2}}\left({\frac {1+\alpha _{N}}{1+\alpha _{P}}}\,\alpha _{P}\,+\alpha _{N}\right)}
Die Gleichtaktunterdrückung ergibt sich folglich aus
{\displaystyle G={\frac {A_{D}}{A_{\text{Gl}}}}={\frac {1}{2}}\,{\frac {\left(1+\alpha _{N}\right)\,\alpha _{P}+\left(1+\alpha _{P}\right)\,\alpha _{N}}{\left(1+\alpha _{N}\right)\,\alpha _{P}-\left(1+\alpha _{P}\right)\,\alpha _{N}}}}
Mit der Koeffizientenbedingung
{\displaystyle \alpha _{N}=\alpha -{\frac {\Delta \alpha }{2}}}
{\displaystyle \alpha _{P}=\alpha +{\frac {\Delta \alpha }{2}}}
folgt eine Vernachlässigung der Terme höherer Ordnung:
{\displaystyle G\approx \left(1+\alpha \right)\,{\frac {\alpha }{\Delta \alpha }}}
Die Gleichtaktunterdrückung ist also invers proportional zur Toleranz der Widerstandsverhältnisse, wenn der Faktor {\displaystyle \alpha } konstant ist. Sind die beiden Widerstandsverhältnisse gleich, gilt:
{\displaystyle G=\infty }
was jedoch nur mit einem idealen Operationsverstärker erreicht werden kann, der in der Praxis nicht vorkommt. Wird eine möglichst hohe Gleichtaktunterdrückung gefordert, wird etwa {\displaystyle R_{P}} so eingestellt, dass die endliche Gleichtaktunterdrückung des Operationsverstärkers möglichst stark kompensiert wird. Zudem ist die Gleichtaktunterdrückung bei einer vorhandenen Widerstandstoleranz mit
{\displaystyle {\frac {\Delta \alpha }{\alpha }}}
annähernd proportional zur eingestellten Differenzverstärkung:
{\displaystyle A_{D}=\alpha }

### Mehrfach-Subtrahierer

Mehrfach-Subtrahierer

In der nebenstehenden Abbildung ist die Erweiterung des Subtrahierers für eine beliebige Anzahl von Additionen und Subtraktionen dargestellt. Bei dieser Schaltung muss die Koeffizientenbedingung erfüllt sein, damit die korrekte Arbeitsweise der Schaltung gewährleistet ist. Ist dies nach der Vergabe der Koeffizienten nicht der Fall, wird dem fehlenden Koeffizienten die Spannung 0 addiert bzw. subtrahiert – d. h., man berechnet einen zusätzlichen Additions- bzw. Subtraktionseingang mit einem passenden Koeffizienten und legt diesen auf Masse.
Über die Knotenregel erhält man für den N-Eingang:
{\displaystyle \sum _{i=1}^{m}{\frac {U_{i}-\phi _{N}}{\frac {R_{N}}{\alpha _{i}}}}+{\frac {U_{a}-\phi _{N}}{R_{N}}}=0}
daraus folgt:
{\displaystyle \sum _{i=1}^{m}{\alpha _{i}\,U_{i}}-\phi _{N}\left(\sum _{i=1}^{m}{\alpha _{i}}+1\right)+U_{a}=0}
Ebenfalls über die Knotenregel erhält man für den P-Eingang:
{\displaystyle \sum _{i=1}^{n}{\alpha '_{i}\,U'_{i}}-\phi _{P}\left(\sum _{i=1}^{n}{\alpha '_{i}}+1\right)=0}
Wenn die zusätzlichen Bedingungen
{\displaystyle \phi _{N}=\phi _{P}}
und
{\displaystyle \sum _{i=1}^{m}{\alpha _{i}}=\sum _{i=1}^{n}{\alpha '_{i}}}
erfüllt sind, folgt durch Subtraktion der beiden Gleichungen die Gleichung
{\displaystyle U_{a}=\sum _{i=1}^{n}{\alpha '_{i}\,U'_{i}}-\sum _{i=1}^{m}{\alpha _{i}\,U_{i}}}

### Subtrahierer mit hochohmigen Eingängen

Subtrahierer aus Subtrahierverstärker mit Impedanzwandlern

Der Aufbau des Subtrahierers mit hochohmigen Eingängen basiert im Wesentlichen auf dem Subtrahierverstärker, bietet jedoch zusätzliche Spannungsfolger an den Eingängen, um die zu messenden Potenziale nicht mit dem Eingangswiderstand des Subtrahierers zu belasten. Zudem lässt sich eine höhere Gleichtaktunterdrückung erzielen, wenn man die Spannungsverstärkung in die Impedanzwandler verlagert und auf dem Subtrahierer die Verstärkung 1 eingestellt wird.
Für den im Bild gezeigten Subtrahierverstärker mit Impedanzwandlern gilt hierbei die folgende Gleichung:
{\displaystyle U_{a}=\left(\phi _{2}-\phi _{1}\right)\,{\frac {R_{2}}{R_{1}}}}

### Symmetrischer Elektrometersubtrahierer

Elektrometersubtrahierer

Ein Spezialfall dieses Typs ist der (symmetrische) Elektrometersubtrahierer, bei dem zwischen den beiden Impedanzwandlern ein zusätzlicher Widerstand {\displaystyle R_{r}} geschaltet wird. Dieser Schaltungstyp wird allgemein als Instrumentierungsverstärker, Instrumentenverstärker, Instrumentationsverstärker oder engl. Instrumentation Amplifier, kurz InAmp, bezeichnet. Diese Schaltung ist eine besonders präzise Operationsverstärker-Schaltung mit sehr hochohmigen (typ. 1 GΩ) Eingängen, besonders hoher Gleichtaktunterdrückung und geringer Eingangs-Offsetspannung.
Der Widerstand {\displaystyle R_{r}} macht die Differenzverstärkung einstellbar. Bei {\displaystyle R_{r}=\infty } arbeiten die beiden Operationsverstärker am Eingang als Spannungsfolger, was dem Subtrahierverstärker mit Impedanzwandlern ohne {\displaystyle R_{r}} entspricht. Am Widerstand {\displaystyle R_{r}} tritt die Potenzialdifferenz {\displaystyle \phi _{2}-\phi _{1}} auf. Dadurch gilt:
{\displaystyle \phi '_{2}-\phi '_{1}=\left(\phi _{2}-\phi _{1}\right)\,\left(1+{\frac {2\,R_{1}}{R_{r}}}\right)}
Die Differenz {\displaystyle \phi '_{2}-\phi '_{1}} wird dabei an den Ausgang übertragen.
Bei einer reinen Gleichtaktaussteuerung gilt
{\displaystyle \phi _{1}=\phi _{2}=\phi '_{1}=\phi '_{2}=\phi _{\text{Gl}}}
wodurch die Gleichtaktverstärkung immer den Faktor 1 aufweist. Dadurch ergibt sich für die Gleichtaktunterdrückung der Zusammenhang
{\displaystyle G=\left(1+{\frac {2\,R_{1}}{R_{r}}}\right)\,{\frac {2\,\alpha }{\Delta \alpha }}}
wobei der Faktor {\displaystyle {\frac {2\,\alpha }{\Delta \alpha }}} die relative Paarungstoleranz der Widerstände {\displaystyle R_{2}} darstellt.
siehe Hauptartikel: Instrumentierungsverstärker

### Asymmetrischer Elektrometersubtrahierer
Durch einen asymmetrischen Aufbau des Elektrometersubtrahierers kann der Operationsverstärker am Ausgang entfallen.

Asymmetrischer Elektrometersubtrahierer

Der im ersten Bild gezeigte asymmetrische Elektrometersubtrahierer verstärkt das Eingangssignal mit {\displaystyle U_{1}} am Operationsverstärker {\displaystyle N_{1}} mit der Verstärkung
{\displaystyle 1+{\frac {R_{1}}{R_{2}}}}
und das Eingangssignal mit {\displaystyle U_{2}} am Operationsverstärker {\displaystyle N_{2}} mit der Verstärkung
{\displaystyle 1+{\frac {R_{2}}{R_{1}}}}.
Zusätzlich addiert sich das in den Flusspunkt induzierte Potenzial {\displaystyle \phi '_{1}} mit der Gewichtung
{\displaystyle -{\frac {R_{2}}{R_{1}}}}.
Betragsmäßig werden also die beiden Eingangsspannungen um den Faktor
{\displaystyle 1+{\frac {R_{2}}{R_{1}}}}
verstärkt. Daher ergibt sich für die Ausgangsspannung
{\displaystyle U_{a}=\left(\phi _{2}-\phi _{1}\right)\,\left(1+{\frac {R_{2}}{R_{1}}}\right)}
Wie im zweiten Bild gezeigt, kann durch die Verwendung eines zusätzlichen (regelbaren) Widerstandes {\displaystyle R_{r}} zwischen den Potenzialen {\displaystyle \phi _{1}} und {\displaystyle \phi _{2}} die Verstärkung der Schaltung eingestellt werden. Für die Ausgangsspannung gilt die Gleichung
{\displaystyle U_{a}=\left(\phi _{2}-\phi _{1}\right)\,2\,\left(1+{\frac {R_{2}}{R_{1}}}\right)}
Bei Anwendungen, bei denen nur ein hochohmiger Eingang benötigt wird, kann auch die im dritten Bild gezeigte Schaltung verwendet werden. Diese benötigt nur einen einzigen Operationsverstärker. Allerdings ist die Verstärkung von {\displaystyle U_{2}} immer größer als die von {\displaystyle U_{1}}, was die Einsatzmöglichkeiten weiter einschränkt, was jedoch beispielsweise bei der Verstärkung und Nullpunktverschiebung von Sensorsignalen keinen Nachteil darstellt. Für die Ausgangsspannung gilt die Gleichung
{\displaystyle U_{a}=U_{2}\,\left(1+{\frac {R_{N}}{R_{1}}}+{\frac {R_{N}}{R_{2}}}\right)-U_{1}\,{\frac {R_{N}}{R_{1}}}}
Zudem erhält man durch das Weglassen von {\displaystyle R_{2}} ({\displaystyle R_{2}=\infty }) einen herkömmlichen Verstärker. Setzt man zudem noch {\displaystyle R_{1}=R_{N}} so gilt für die Ausgangsspannung der Zusammenhang
{\displaystyle U_{a}=2\,U_{2}-U_{1}}

### Hochspannungssubtrahierer

Hochspannungssubtrahierer

Auch zur Subtraktion von Hochspannungen werden hochohmige Eingänge benötigt. Da jedoch eine hohe Dämpfung erforderlich ist, um die Hochspannung am Eingang auf eine Niederspannung am Ausgang zu reduzieren, wählt man {\displaystyle R_{1}\gg R_{2}}. Dadurch, dass die beiden Widerstände {\displaystyle R_{1}} und damit die Eingänge sehr hochohmig sind, können die Impedanzverstärker am Eingang entfallen. Gleichzeitig wird über den Spannungsteiler, bestehend aus {\displaystyle R_{1}} und {\displaystyle R_{2}} die Spannung so weit heruntergesetzt, dass man keinen Hochspannungs-Operationsverstärker benötigt.
Der in der ersten Abbildung gezeigte Hochspannungssubtrahierer hat den Nachteil, dass das Differenzsignal ebenfalls sehr stark gedämpft wird. Für die Verstärkung in der ersten Schaltung gilt:
{\displaystyle A={\frac {R_{2}}{R_{1}}}\ll 1}
Um bei kleinen Spannungsdifferenzen dennoch eine möglichst große Aussteuerung zu erreichen, muss daher ein zusätzlicher Verstärker am Ausgang eingesetzt werden, wodurch sich jedoch das Signal-Rausch-Verhältnis verschlechtert.
Um dieses Problem zu umgehen, kann man den Hochspannungssubtrahierer mit einstellbarer Verstärkung einsetzen. Bei dieser Schaltung kann die Dämpfung der hohen Eingangsspannungen und die Verstärkung der Differenzspannung getrennt dimensioniert werden. Die Widerstände {\displaystyle R_{1}} und {\displaystyle R_{2}} bestimmen die Verstärkung, während die Widerstände {\displaystyle R_{3}} nur auf die Gleichtaktaussteuerung wirken. Der in der Abbildung gezeigte Hochspannungssubtrahierer mit einstellbarer Verstärkung entspricht dem INA 148 von Burr Brown und hat die Verstärkung 1 für die Spannungsdifferenz.
Nachteilig am Hochspannungssubtrahierer mit einstellbarer Verstärkung ist jedoch, dass die beiden {\displaystyle R_{3}}-Widerstände die Eingangssignale des Operationsverstärkers dämpfen. Dadurch reduziert sich die Schleifenverstärkung und folglich auch die Bandbreite der Schaltung. Zudem wird die Offsetspannung und der Offsetspannungsdrift des Operationsverstärkers verstärkt. Dadurch werden in dieser Schaltung wesentlich bessere Operationsverstärker benötigt. Zudem benötigt man für die beiden {\displaystyle R_{3}}-Widerstände Bauteile mit sehr geringer Toleranz. Die Widerstände {\displaystyle R_{2}} und {\displaystyle R_{3}} am nichtinvertierenden Eingang werden nicht zusammengefasst, um eine möglichst geringe Gleichlauftoleranz sicherzustellen.

## Aufbau mit Differenzverstärker

Elektrometer-Subtrahierer mit gegengekoppelten Differenzverstärkern

Durch die manuelle Dimensionierung der Stromgegenkopplung kann man die Differenzverstärkung des Differenzverstärkers einstellen. Zudem lässt sich im Differenzverstärker durch den Einsatz einer Konstantstromquelle am Emitter eine hohe Gleichtaktunterdrückung erzielen. Eine solche Schaltung ist in der nebenstehenden Abbildung dargestellt.
Die Transistoren V1 und V2 bilden hierbei den eigentlichen Differenzverstärker an den Eingängen der Schaltung und sind über den Widerstand RG gegengekoppelt. Die Differenz der Kollektorströme wird an dem Operationsverstärker N1 in die Ausgangsspannung umgesetzt.
Mit dem zweiten Differenzverstärker – bestehend aus V3 und V4 – wird eine gleich große Stromdifferenz gebildet.
{\displaystyle \Delta I_{C}={\frac {V_{2}-V_{1}}{R_{G}}}={\frac {V_{4}-V_{3}}{R_{S}}}}
Dadurch wird die Stromdifferenz kompensiert, so dass die Kollektorströme von V1 und V2 immer denselben Strom wie die Stromquellen (I1) aufweisen. Erreicht wird dies, indem der Operationsverstärker N1 an V4 gegengekoppelt wird.
Hierbei gilt für die Ausgangsspannung {\displaystyle U_{a}}:
{\displaystyle U_{a}=\left(\phi _{2}-\phi _{1}\right)\,\left(1+{\frac {R_{2}}{R_{1}}}\right)\,{\frac {R_{S}}{R_{G}}}}
In vorgefertigten integrierten Schaltungen sind die Widerstände R1 und R2 bereits fest vorgegeben. Die Verstärkung der Schaltung wird in diesem Fall über die Widerstände RG und RS eingestellt. Der Vorteil ist jedoch, dass die Stärke der Gleichtaktunterdrückung nicht von der Paarungstoleranz von RG und RS abhängig ist, wodurch man nicht auf speziell an die einzelne Schaltung angepasste (lasergetrimmte) Dünnschichtfilm-Widerstände angewiesen ist.

## Aufbau in SC-Technik

Subtrahierer in Switched-Capacitor-Technik

Das Prinzip eines Subtrahierers in Switched-Capacitor-Technik beruht darauf, dass zuerst ein Speicher-Kondensator CS auf die zu messende Spannung aufgeladen wird. Anschließend wird die elektrische Ladung dieses Kondensators auf einen zweiten, einseitig gegen Masse geerdeten Halte-Kondensator CH übertragen. Nach mehreren Schaltzyklen sowie ausreichender Lade- und Umladezeit liegt auf den beiden Kondensatoren die Differenzspannung an.
{\displaystyle U_{H}=U_{S}=U_{D}=\phi _{2}-\phi _{1}}
Da der Halte-Kondensator gegen Masse geschaltet ist, tritt keine Gleichtaktspannung auf, wodurch die Spannung an dem zweiten Kondensator über einen einfachen Elektrometerverstärker ohne zusätzliche Differenzbildung verstärkt werden kann. Dadurch kann eine sehr hohe Gleichtaktunterdrückung erzielt werden.
Die Genauigkeit der Differenzbildung wird fast nur durch die Streukapazitäten der Schalter bestimmt. Um diese verhältnismäßig klein werden zu lassen, werden die Kondensatoren CS und CH möglichst groß gewählt (etwa 1 µF).
Mit dem integrierten Schalter LTC1043 von Linear Technology lässt sich so beispielsweise bis zu einer Frequenz von 20 kHz eine Gleichtaktunterdrückung von 120 dB erreichen (d. h., der Gleichtaktanteil wird um den Faktor 106 reduziert).
Die Bandbreite der Schaltung wird durch drei Tiefpässe reduziert:
1. Aufladung des Speicherkondensators
2. Ladungsübertragung des Speicher- auf den Haltekondensator
3. Bandbreite des Verstärkers

Aufladung des Speicherkondensators
Die Ladezeit des Kondensators wird bestimmt durch die Kapazität des Speicherkondensators und den Widerstand der Schalter (2·240 Ω beim LTC1043) plus den Innenwiderstand der Quelle.
Ladungsübertragung des Speicher- auf den Haltekondensator
Vor der ersten Ladungsübertragung ist
{\displaystyle U_{H}=0},
nach der ersten Ladungsübertragung ist
{\displaystyle U_{H}={\frac {1}{2}}\,U_{D}},
nach der zweiten Ladungsübertragung ist
{\displaystyle U_{H}={\frac {3}{4}}\,U_{D}},
nach der dritten Ladungsübertragung ist
{\displaystyle U_{H}={\frac {7}{8}}\,U_{D}},
usw. Die daraus resultierende Zeitkonstante entspricht daher etwa zwei Schaltzyklen. Um parasitäre Ladungen aus dem Schaltvorgang gering zu halten, werden niedrige Schaltfrequenzen von 500 Hz verwendet. Deshalb können mit dieser Schaltung nur niederfrequente Differenzsignale verarbeitet werden.
Bandbreite des Verstärkers
Auch die Bandbreite des Verstärkers reduziert ggf. die nutzbare Bandbreite. Über den zusätzlichen Kondensator an R2 wird die Bandbreite des Verstärkers begrenzt. In der Praxis wird dieser Kondensator so gewählt, dass die Bandbreite auf den zu messenden Frequenzbereich (z. B. bis 50 Hz) begrenzt wird, um höherfrequente Signale zu filtern und damit das Rauschen und Störungen vom Umschalten am Ausgang gering zu halten.

## Subtrahiererbausteine
| Typ                                             | Aufbau                                                              |
| ----------------------------------------------- | ------------------------------------------------------------------- |
| InAmp                                           | Symmetrischer Elektrometersubtrahierer (Instrumentationsverstärker) |
| Diff                                            | Aufbau mit Differenzverstärker                                      |
| Asym                                            | Asymmetrischer Aufbau                                               |
| AsymS                                           | Asymmetrischer Aufbau; einstellbar                                  |
| HVSub                                           | Hochspannungssubtrahierer                                           |
| HVSubS                                          | Hochspannungssubtrahierer; Verstärkung einstellbar                  |
| Anmerkung: Abkürzungen sind willkürlich gewählt |                                                                     |

| Hersteller        | ID      | A       | Ie         | Uoffset | Typ    | besondere Merkmale                                                                            |
| ----------------- | ------- | ------- | ---------- | ------- | ------ | --------------------------------------------------------------------------------------------- |
| Analog Devices    | AD620   | 1…1k    | 0,5 nA     | 50 µV   | Diff   | günstiger Preis                                                                               |
| Analog Devices    | AD621   | 10, 100 | 0,5 nA     | 50 µV   | Diff   | günstiger Preis                                                                               |
| Analog Devices    | AD623   | 1…1k    | 17 nA      | 100 µV  | InAmp  | Rail-to-Rail Offset (RRO)                                                                     |
| Analog Devices    | AD624   | 1…1k    | 25 nA      | 25 µV   | Asym   | präzise                                                                                       |
| Analog Devices    | AD629   | 1       | 2,5 µA V−1 | 200 µV  | HVSubS | UGL = ±270 V                                                                                  |
| Linear Technology | LT1101  | 10, 100 | 6 nA       | 50 µV   | Asym   | Pb = 0,5 mW                                                                                   |
| Linear Technology | LT1102  | 10, 100 | 10 pA      | 200 µV  | Asym   | {\displaystyle {\frac {\Delta U_{a}}{\Delta t}}=25\,{\frac {\mathrm {V} }{\mathrm {\mu s} }}} |
| Linear Technology | LT1167  | 1…10k   | 100 pA     | 20 µV   | InAmp  | präzise                                                                                       |
| Linear Technology | LTC1100 | 100     | 25 pA      | 2 µV    | Asym   | Autozero-Funktion                                                                             |
| National          | CLC522  | 1…10    | 20 µA      | 25 µV   | Diff   | {\displaystyle {\frac {\Delta U_{a}}{\Delta t}}=2\,{\frac {\mathrm {kV} }{\mathrm {\mu s} }}} |
| Texas Instruments | INA103  | 1…100   | 2,5 µA     | 50 µV   | InAmp  | {\displaystyle U_{r}=1\,{\frac {\mathrm {nV} }{\sqrt {\mathrm {Hz} }}}}                       |
| Texas Instruments | INA105  | 1       | 20 µA V−1  | 50 µV   | HVSub  |                                                                                               |
| Texas Instruments | INA106  | 10      | 50 µA V−1  | 50 µV   | HVSub  |                                                                                               |
| Texas Instruments | INA110  | 1…5k    | 20 pA      | 50 µV   | InAmp  | {\displaystyle {\frac {\Delta U_{a}}{\Delta t}}=17\,{\frac {\mathrm {V} }{\mathrm {\mu s} }}} |
| Texas Instruments | INA114  | 1…1k    | 1 nA       | 25 µV   | InAmp  | präzise;                                                                                      |
| Texas Instruments | INA116  | 1…1k    | 3 fA       | 2 mV    | InAmp  | IB ≈ 3 fA                                                                                     |
| Texas Instruments | INA118  | 1…10k   | 1 nA       | 20 µV   | InAmp  | IB = 0,4 mA                                                                                   |
| Texas Instruments | INA121  | 1…10k   | 4 pA       | 200 µV  | InAmp  | IB = 0,4 mA                                                                                   |
| Texas Instruments | INA122  | 5…10k   | 10 nA      | 100 µV  | AsymS  | IB = 60 µA                                                                                    |
| Texas Instruments | INA131  | 100     | 1 nA       | 25 µV   | InAmp  | präzise; günstiger Preis                                                                      |
| Texas Instruments | INA148  | 1       | 1 µA V−1   | 1 mV    | HVSubS | UGL = ±200 V                                                                                  |
| Texas Instruments | INA2141 | 10, 100 | 2 nA       | 20 µV   | InAmp  | 2 Subtrahierer im IC                                                                          |
| Texas Instruments | PGA204  | 1…1k    | 2 nA       | 50 µV   | InAmp  | Verstärkung digital einstellbar                                                               |
| Texas Instruments | PGA207  | 1…10    | 2 pA       | 1 V     | InAmp  | Verstärkung digital einstellbar                                                               |

## Fußnote
1. ↑  Diese Bezeichnung ist missverständlich, da sie auch für elektrische Musikinstrumente verwendet wird, siehe Gitarrenverstärker.